# 738. grenadirski polk (Wehrmacht)
738. grenadirski polk (izvirno nemško 738. Grenadier-Regiment; kratica 738. GR) je bil pehotni polk Heera v času druge svetovne vojne.

## Zgodovina
Polk je bil ustanovljen 15. oktobra 1942 za potrebe 718. pehotne divizije. 
1. aprila 1943 je bil preoblikovan v 738. lovski polk.